# Екарданвіль-сюр-Ер
Екарданві́ль-сюр-Ер (фр. Écardenville-sur-Eure) — колишній муніципалітет у Франції, у регіоні Нормандія, департамент Ер. Населення — 533 осіб (2011).
Муніципалітет був розташований на відстані близько 85 км на захід від Парижа, 40 км на південь від Руана, 13 км на північний схід від Евре.

## Історія
До 2015 року муніципалітет перебував у складі регіону Верхня Нормандія. Від 1 січня 2016 року належав до нового об'єднаного регіону Нормандія.
1 січня 2016 року Екарданвіль-сюр-Ер, Ла-Круа-Сен-Лефруа i Фонтен-Едбур було об'єднано в новий муніципалітет Клеф-Валле-д'Ер.

## Демографія
Динаміка населення (INSEE ):
Розподіл населення за віком та статтю (2006):
| Стать | Всього | До 15 років | 15-24 | 25-44 | 45-64 | 65-85 | Понад 85 |
| --- | ------ | ----------- | ----- | ----- | ----- | ----- | -------- |
| Чоловіки | 272    | 48          | 56    | 56    | 92    | 20    | 0        |
| Жінки | 252    | 24          | 32    | 68    | 104   | 20    | 4        |
| \| Статево-вікова піраміда \| Статево-вікова піраміда \| Статево-вікова піраміда \| \| ----------------------- \| ----------------------- \| ----------------------- \| \| Чоловіки \| Вік \| Жінки \| \| 0 \| 85 + \| 4 \| \| 4 \| 80-84 \| 0 \| \| 4 \| 75-79 \| 0 \| \| 12 \| 70-74 \| 12 \| \| 0 \| 65-69 \| 8 \| \| 0 \| 60-64 \| 16 \| \| 44 \| 55-59 \| 32 \| \| 36 \| 50-54 \| 36 \| \| 12 \| 45-49 \| 20 \| \| 20 \| 40-44 \| 20 \| \| 24 \| 35-39 \| 20 \| \| 8 \| 30-34 \| 16 \| \| 4 \| 25-29 \| 12 \| \| 40 \| 20-24 \| 12 \| \| 16 \| 15-20 \| 20 \| \| 12 \| 10-14 \| 0 \| \| 24 \| 5-9 \| 4 \| \| 12 \| 0-4 \| 20 \| |        |             |       |       |       |       |          |
| Статево-вікова піраміда |        |             |       |       |       |       |          |
| Чоловіки | Вік    | Жінки       |       |       |       |       |          |
| 0 | 85 +   | 4           |       |       |       |       |          |
| 4 | 80-84  | 0           |       |       |       |       |          |
| 4 | 75-79  | 0           |       |       |       |       |          |
| 12 | 70-74  | 12          |       |       |       |       |          |
| 0 | 65-69  | 8           |       |       |       |       |          |
| 0 | 60-64  | 16          |       |       |       |       |          |
| 44 | 55-59  | 32          |       |       |       |       |          |
| 36 | 50-54  | 36          |       |       |       |       |          |
| 12 | 45-49  | 20          |       |       |       |       |          |
| 20 | 40-44  | 20          |       |       |       |       |          |
| 24 | 35-39  | 20          |       |       |       |       |          |
| 8 | 30-34  | 16          |       |       |       |       |          |
| 4 | 25-29  | 12          |       |       |       |       |          |
| 40 | 20-24  | 12          |       |       |       |       |          |
| 16 | 15-20  | 20          |       |       |       |       |          |
| 12 | 10-14  | 0           |       |       |       |       |          |
| 24 | 5-9    | 4           |       |       |       |       |          |
| 12 | 0-4    | 20          |       |       |       |       |          |

## Економіка
2010 року серед 367 осіб працездатного віку (15—64 років) 267 були активними, 100 — неактивними (показник активності 72,8%, у 1999 році було 74,0%). З 267 активних мешканців працювало 237 осіб (123 чоловіки та 114 жінок), безробітними було 30 (18 чоловіків та 12 жінок). Серед 100 неактивних 30 осіб було учнями чи студентами, 47 — пенсіонерами, 23 були неактивними з інших причин.

У 2010 році в муніципалітеті числилось 221 оподатковане домогосподарство, у яких проживали 571,0 особи, медіана доходів виносила 22 916 євро на одного особоспоживача